# Pusztamonostor
Pusztamonostor là một thị trấn thuộc hạt Jász-Nagykun-Szolnok, Hungary. Thị trấn này có diện tích 24,62 km², dân số năm 2010 là 1596 người, mật độ 65 người/km².